# Val
Val je širenje poremećaja kojim se prenosi energija kroz neko sredstvo (medij), a da se sredstvo kao cjelina ne pomiče. Kada se valovi nađu na granici između dvaju različitih sredstava, dolazi do njihova ogiba, refrakcije (loma) ili refleksije (odbijanja) i u posebnim uvjetima do stojnih valova. Mehanički valovi se mogu širiti samo kroz neku tvar (medij), dok se elektromagnetski valovi mogu širiti i vakuumom.
Valovi također mogu biti:
- longitudinalni – čestice titraju u smjeru širenja vala. Najvažniji primjer longitudinalnih valova su valovi zvuka u zraku. U tekućinama i plinovima samo se rasprostiru longitudinalni valovi;
- transverzalni – čestice titraju poprečno na smjer širenja. U čvrstim tijelima mogu se rasprostirati i transverzalni i longitudinalni valovi;
- progresivni – val se širi u određenom smjeru i pritom se energija prenosi s čestice na česticu;
- stojni – neke čestice titraju, a neke stalno miruju; energija se ne prenosi prostorom.

Periodički se valovi mogu opisati karakterističnim veličinama: frekvencijom, amplitudom, periodom i valnom duljinom. Udubine koje nastaju kada bacimo sredstvo u vodu zovemo valnim dolovima, a izbočine valnim brjegovima. Od mjesta gdje je kamen pao izmjenično se rasprostiru kružni brjegovi i kružni dolovi. Val je ustvari širenje titraja u elastičnom sredstvu. Kad kamen padne u vodu, prouzrokuje titranje na onom mjestu gdje je u vodu udario. Čestice vode na tom mjestu zatitraju, i to se titranje dalje širi u obliku valova jer su čestice vode međusobno elastično povezane. Kod vala se ne prostire materija već energija titranja koja putuje od čestice do čestice. Prividno nam se čini da voda teče, ali ako promotrimo kakav list koji pliva na vodi vidjet ćemo da se taj ne pomiče s valom već se njiše gore i dolje na istom mjestu površine vode. Ono što kod vala putuje samo je slika titraja u izvjesnom trenutku. Tvar u kojoj se val rasprostire zove se sredstvo vala, a čestica koja je počela titrati i iz koje se val širi zove se izvor vala. Valovi koji se šire na površini nekog sredstva zovu se površinski valovi, a valovi koji se šire u nekom prostoru zovu se prostorni valovi.

## Svojstva valova
Valovi se opisuju s pomoću: 
- valne duljine λ, udaljenosti između dvaju susjednih brjegova ili dolova sinusoidalnoga vala;
- perioda vala T, vremena koje protekne dok se val pomakne za jednu valnu duljinu;
- valnoga broja k, veličine recipročne valnoj duljini, i
- frekvencije f, veličine recipročne periodu.

Fazni pomak udaljenost je između najbližih brjegova ili dolova dvaju valova jednake frekvencije i smjera širenja. Jednadžba oblika:
{\displaystyle a=A\cdot \sin(x-f\cdot t)}
opisuje izgled sinusoidalnoga vala u bilo kojoj točki prostora, gdje je: a - elongacija, A - amplituda, f - frekvencija, x - udaljenost čestice od izvora vala i t - vrijeme širenja vala. Ako se u isto vrijeme na istome mjestu nađu dva vala, doći će do njihove interferencije, a složenije valno gibanje može se prikazati kao suma sinusoidalnih valova različitih amplituda i frekvencija. 
Koherentni valovi, uzajamno jednaki po frekvenciji, faznom pomaku, polarizaciji, omogućuju da se vidi interferencijska slika (na primjer interferencijske pruge). Ako se izvor valova ili promatrač gibaju, s pomoću Dopplerova učinka može se odrediti njihova brzina, što se primjenjuje u astronomiji, medicini, prometu i drugo.

### Brzina valova
Valovi se šire u prostoru nekom određenom brzinom koja se zove brzina širenja vala. Za vrijeme jednog perioda, to jest za vrijeme T u kojem je čestica u izvoru vala izvršila jedan potpuni titraj, pomaklo se titranje za duljinu vala λ. Brzinu širenja valova možemo dakle izračunati tako da put, to jest duljinu vala λ, podijelimo vremenom T:
{\displaystyle v={\frac {\lambda }{T}}}
Ako umjesto perioda T uzmemo recipročnu vrijednost, to jest frekvenciju f = 1 / T, dobivamo:
{\displaystyle v=f\cdot \lambda }
Brzina vala ovisi o osobinama (elastičnosti i gustoći) sredstva kroz koje val prolazi. Brzina valova ovisi o mediju kroz koje se valovi šire pa je na primjer brzina mehaničkih valova u čvrstom tijelu:
{\displaystyle v={\sqrt {\frac {E}{\rho }}}}
a u plinu:
{\displaystyle v={\sqrt {\frac {\chi \cdot p}{\rho }}}}
gdje je: E - modul elastičnosti, ρ - gustoća tijela ili plina, ϰ - adijabatski koeficijent plina, p - tlak plina. Brzina širenja elektromagnetskih valova u vakuumu je 299 729 458 m/s (brzina svjetlosti) i prema teoriji relativnosti najveća moguća brzina gibanja, dok je brzina širenja u drugim prozirnim medijima manja na primjer na 20 °C u zraku 1,0003, u vodi 1,333, u dijamantu 2,42, u silikonu 4 puta manja (indeks loma). Kada se valovi nađu na granici između dvaju medija, dolazi do njihova ogiba, refrakcije ili refleksije i u posebnim uvjetima do stojnih valova. Kada val prelazi iz jednog sredstva u drugo ili se prostire kroz nehomogeno sredstvo, brzina i valna duljina mu se mijenjaju, a frekvencija ostaje ista.

## Vrste valova

### Mehanički valovi
Mehanički valovi (na primjer zvuk) šire se u elastičnom mediju (na primjer zrak, voda) titranjem čestica povezanih elastičnim silama oko ravnotežnoga položaja; energija valova to je veća što je veća amplituda titranja, a izvor valova svako je tijelo koje titra (na primjer izvor zvuka može biti žica glazbenog instrumenta). Valovi su širenje poremećaja kojim se prenosi energija kroz medij, a da se medij kao cjelina ne pomiče. Pri širenju vala čestice sredstva ostaju na svojim mjestima i titraju oko ravnotežnog položaja, širi se samo stanje titranja odnosno prenosi se energija izvora vala.

### Elektromagnetski valovi
Elektromagnetski valovi (na primjer svjetlost) prenose se titranjem električnoga i magnetskoga polja u propusnom mediju (može biti i vakuum). Energija valova to je veća što je veća frekvencija, a izvori su promjenljiva elektromagnetska polja (na primjer izvor radio valova je antena) i pobuđeni atomi. Prigušenje valova posljedica je pretvorbe energije valova u druge oblike (na primjer u toplinu). Prema načinu širenja i ovisno o izvoru, valovi mogu biti ravni ili kuglasti, jednodimenzionalni, dvodimenzionalni i trodimenzionalni.
Prema načinu širenja, valovi se mogu podijeliti na longitudinalne, koji se šire titranjem čestica u pravcu širenja vala (na primjer ultrazvuk), i transverzalne, koji se šire titranjem okomitim na smjer širenja vala (na primjer radio valovi). Valovi na površini vode kombinacija su longitudinalnih i transverzalnih valova. Transverzalni valovi mogu biti polarizirani, to jest čestice koje ih prenose ili električno i magnetsko polje mogu titrati izraženije u nekoj ravnini.

### Harmonijski val
Val kod kojeg se iznos poremećaja mijenja prema trigonometrijskoj funkciji sinus naziva se harmonijski val. Svi drugi oblici valova se mogu prikazati kao zbroj harmonijskih valova različitih amplituda i frekvencija, i ti zbrajani valovi se nazivaju harmonici ili harmonički članovi. U prirodi možemo naći približno harmonijske valove, poput ǌihaǌa klatna.

### Površinski i prostorni valovi
Valovi koji se šire po površini vode zovu se površinski valovi. Valovi zvuka koji se šire od svog izvora u obliku promjena gustoće zraka su prostorni valovi. Oni se šire u prostor uzduž pravca - polumjera povučenog od izvora vala, to jest pravocrtno. Od izvora titranja širi se energija titranja radijalno u zrakama na sve strane. Kažemo da izvor energije titranja zrači ili emitira energiju titranja u obliku prostornih valova. Ploha koja spaja sve točke do kojih je stigao val u isto vrijeme zove se fronta vala. Kod površinskih valova je fronta vala kružnica, a kod prostornih kugla. Dio fronte prostornog vala možemo kod velike udaljenosti od izvora smatrati ravninom. To su onda ravni valovi, na primjer valovi svjetlosti koji dolaze od dalekog izvora. Zrake ravnih valova su paralelni pravci. U obliku valova širi se u prostor energija zvuka, toplinska, svjetlosna i elektromagnetska energija.

### Stojni valovi
Stojni valovi su valovi koji nastaju superpozicijom (zbrajanjem) dvaju valova jednake amplitude i frekvencije. Opisuje ih jednadžba:
{\displaystyle y=2\cdot A\cdot \cos \left({\frac {2\cdot \pi }{\lambda }}\cdot x\right)\cdot \cos \left({\frac {2\cdot \pi }{T}}\cdot t\right)\,}
gdje su: A - amplituda, λ - valna duljina, T - period vala, t - vrijeme. Raspored elongacija (y) je sinusoidni, no valne fronte ne putuju, tako da je amplituda pojedinih čestica različita i ovisna o mjestu (x). Na mjestima na kojima je amplituda jednaka nuli nalaze se čvorovi, a gdje je maksimalna trbusi. Stojni valovi važni su u akustici (titranje žice, titranje stupa zraka u glazbenom instrumentima, akustika prostorije), gdje osim poželjnih mogu imati i neželjene posljedice, kao što je povećanje buke.

### Valovi tvari
Valovi tvari kvantnomehanički su valovi iznimno kratkih valnih duljina koji se uočavaju jedino u ekstremnim uvjetima pokusa kada tvar uz čestična pokazuje i valna svojstva (dualizam). Prema teoriji L. de Brogliea, valna duljina tvari:
{\displaystyle \lambda ={\frac {h}{p}}={\frac {h}{\gamma \cdot m\cdot v}}={\frac {h}{m\cdot v}}\cdot {\sqrt {1-{\frac {v^{2}}{c^{2}}}}}}
gdje je: λ - čestična valna duljina, h - Planckova konstanta, p - impuls sile čestice (količina gibanja), m - masa mirovanja čestice, v - brzina čestice, γ - Lorentzov faktor i c - brzina svjetlosti u vakuumu. Što je veći impuls čestice ili količina gibanja, tim je kraća njena valna duljina. Tako se na primjer nakon prolaska elektrona kroz kristalnu rešetku na fluorescentnom zaslonu može vidjeti interferencijska slika njihova ogiba, što se primjenjuje na primjer u elektronskom mikroskopu.

### Gravitacijski valovi
Gravitacijski valovi ili gravitacijsko zračenje je poremećaj gravitacijskog polja, širi se poput valova. Javlja se kod ubrzanja masa: eksplozija supernovih, obilaženja zvijezda u bliskome dvojnom sustavu i slično. Kod nekih dvojnih zvijezda utvrđeno je da smanjenje ukupne orbitalne energije odgovara energiji koju odnose valovi.
Od četiriju poznatih osnovnih sila u prirodi, gravitacija je najslabija pa je u području atoma i molekula potpuno zanemariva prema elektromagnetskim i nuklearnim silama. U svemirskim veličinama, gdje međusobno djeluju velike nakupine masa, međuzvjezdani plinovi, zvijezde, galaktike, gravitacija igra važnu ulogu. Astronomska otkrića pulsara i kvazara i teorije o razvoju zvijezda stavljaju teoriju gravitacije pred nove probleme, kao što su pitanje stalnosti gravitacijske konstante tijekom vremena, mehanizam gravitacijskoga kolapsa koji uzrokuje energetsku degeneraciju zvijezda. Kod gravitacijskoga kolapsa, sile zvjezdane gravitacije posve nadjačaju sile pritiska zračenja i zvijezda se sve više komprimira. Nakon porasta gravitacije iznad neke veličine, zvijezda postane za promatrača nevidljiva (crna rupa), jer kvanti zračenja više ne mogu napustiti zvijezdu. Za objašnjenje tih pojava može se pokazati nužnim da se u gravitacijskoj teoriji provede kvantizacija (kvantna mehanika). Energija gravitacijskoga polja bila bi kvantizirana i širila bi se kroz polje u gravitacijskim valovima. Kvant gravitacijskoga polja zove se graviton.

## Poveznice
- Elektromagnetski valovi
- Gibanje valova
- Mehanički valovi
- Širenje valova

## Vanjske poveznice
|  | Zajednički poslužitelj ima još gradiva o temi Val |